# Back in the High Life
Back in the High Life — четвёртый сольный студийный альбом Стива Уинвуда, изданный 30 июня 1986 года лейблом Island Records. Этот альбом оказался самой успешной сольной работой Уинвуда, он достиг #3 в Billboard 200, #8 в UK Albums Chart, получил три премии Грэмми и породил пять синглов-хитов. Самым успешным из них стала открывающая альбом песня «Higher Love», которая достигла #1 в Billboard Hot 100.

## Об альбоме
| Оценки критиков               | Оценки критиков |
| Источник                      | Оценка          |
| ----------------------------- | --------------- |
| AllMusic                      | [ 5 ]           |
| Encyclopedia of Popular Music | [ 6 ]           |
| The Great Rock Discography    | 8/10            |
| Los Angeles Times             | [ 8 ]           |
| MusicHound Rock               | 4/5             |
| The Rolling Stone Album Guide | [ 10 ]          |
| The Village Voice             | C               |

В отличие от двух предыдущих альбомов, на которых Уинвуд сам исполнил партии всех инструментов, в записи Back in the High Life участвовало большое число музыкантов, среди которых известные гитаристы Джо Уолш и Найл Роджерс, вокалисты Чака Хан, Джеймс Ингрэм, Джеймс Тейлор и многие другие. Почти все композиции этого альбома написаны Уинвудом и американским композитором Уиллом Дженнингсом.
Музыкальный критик Рови Стафф (Rovi Staff) назвал этот альбом вершиной творчества Уинвуда 1980-х: «взаимосвязанные партии перкуссии, бэк-вокал в стиле R&B, валторны, синтезаторы и идеи, заимствованные из различных музыкальных произведений мира, усиливают и обновляют склонность Уинвуда к блюзу, R&B и року. Его характерный голубоглазый соул-вокал, естественно, является важной частью этой смеси».

## Список композиций
Сторона А
1. «Higher Love» — 5:45
2. «Take It As It Comes» — 5:20
3. «Freedom Overspill» — 5:33
4. «Back in the High Life Again» — 5:33

Сторона Б
1. «The Finer Things» — 5:47
2. «Wake Me Up on Judgment Day» — 5:48
3. «Split Decision» — 5:58
4. «My Love’s Leavin'» — 5:19

## Участники записи
- Steve Winwood — lead vocals, backing vocals (1—3, 8), synthesizer (1, 4, 6, 7), drum machine programming (1, 3—6, 8), sequencer programming (1—3, 5, 6), keyboards (2, 5, 8), guitar (2, 8), Hammond organ (3, 7), synth bass (3), synth piano (4), мандолина (4), Moog bass (4, 7, 8), synth solo (5, 8)
- Andrew Thomas — PPG Waveterm synthesizer programming (1, 5, 6)
- Robbie Kilgore — synthesizer and sequencer programming, additional keyboards (5), additional synthesizer (6, 7), synth bell (8)
- Rob Mounsey — additional synthesizer (4), additional keyboards (5), synth strings (8)

- Philippe Saisse — synth bass (1)
- Nile Rodgers — rhythm guitar (1, 6)
- Eddie Martinez — lead guitar (1), rhythm guitar (3)
- Joe Walsh — slide guitar (3), guitar (7)
- Paul Pesco — guitar (5)
- Ira Siegel — lead guitar (6)
- John "JR" Robinson — drums (1, 4—7)
- Mickey Curry — drums (2)
- Steve Ferrone — drums (3)
- Carole Steele — tambourine (1, 2, 7), congas (1, 5), percussion (3, 6, 8)
- Jimmy Bralower — additional drum machine programming (1, 3—6)
- David Frank — synth horns (1, 6), horn arrangements (2, 3)
- Arif Mardin — synth string arrangements (8)

- Lewis Del Gatto — baritone and tenor saxophones (2, 3)
- Bob Mintzer — tenor saxophone (2, 3)
- George Young — alto saxophone (2, 3)
- Tom Malone — trombone (2, 3)
- Randy Brecker — trumpet (2, 3)
- Chaka Khan — backing vocals (1)
- James Taylor — backing vocals (4)
- James Ingram — backing vocals (5)
- Dan Hartman — backing vocals (5)
- Jocelyn Brown — backing vocals (6, 7)
- Connie Harvey — backing vocals (6, 7)
- Mark Stevens — backing vocals (6, 7)